# Åse Svenheim Drivenes
Åse Svenheim Drivenes (3 de enero de 1977) es una directora de cine documental noruega.

## Biografía
Drivenes es de Tromsø, Noruega. En 2008 trabajó con una asignación para Médicos sin Fronteras en Mount Elgon, Kenia, documentando los relatos de la población local sobre los ataques a civiles. También para Atlas Alliansen, una fundación que ayuda a las personas con discapacidad, en Young Voices, documentando a los jóvenes en Tanzania y Uganda, y como directora de la segunda temporada de la serie de televisión documental noruega Thaifjord  en 2011 sobre mujeres inmigrantes asiáticas casadas con hombres noruegos.
Además ha trabajado con Mobilfilmene, un taller de cine infantil, y junto a Tone Andersen inició un proyecto para proporcionar a los menores que buscan asilo en Noruega los medios para hacer sus propias películas sobre sus experiencias.
Desde 2017, ha sido profesora asociada en la Escuela de Cine de Noruega,en Lillehammer, en el curso especial sobre Dirección de Documentales Creativos, que comenzó en 2015.

## Filmografía
- En 2006, como parte de un colectivo de cuatro mujeres con Andersen, Anita Larsen y Kari Anne Moe, llamada Roger, hizo tres cortometrajes para un proyecto que documenta el lado desagradable de la vida en Oslo: Nattskift ("Night Shift"),[4] que siguió a una prostituta por una noche, Rester ("Leftovers"), y www.anna.no (colaboraciones; cortometrajes)[10]

- En 2010: Vår mann i Kirkenes
- En 2014: Jeg er Kuba / Soy Kuba
- En 2015: Maiko's Dance / Maiko: Dancing Child[11]

### Vår mann i Kirkenes(2010)
En 2010 debutó como directora en solitario con "Nuestro hombre en Kirkenes", que se estrenó en el Festival Internacional de Cine de Tromsø y posteriormente se mostró en otros festivales de cine. La película es un comentario sobre la globalización y la subcontratación. Su protagonista, Hallgeir Henriksen, es el único empleado del periódico Finnmarken en un pequeño pueblo de Kirkenes, descontentos con las minucias que debe cubrir, hasta que la administración trae un periodista más joven y él se encuentra aún más frustrado.

### Jeg er Kuba(2014)
Jeg er Kuba o I am Kuba, originalmente titulado Around My Family Table,  estudia el impacto en las familias de países pobres dentro de la Unión Europea cuando los adultos se van para trabajar en trabajos de servicio en países ricos, desde la perspectiva de dos niños polacos, Kuba y su hermano menor Mikołaj. Cuando comienza la película, Kuba tiene 12 años, Mikołaj 8 y su padre trabaja en Escocia y su madre en Austria. Kuba se opone a la responsabilidad y los niños se reúnen más tarde con su madre en Viena. Drivenes siguió a los niños durante dos años y medio. En 2015 en el Festival Internacional de Cine de Tromsø , la película ganó Tromsøpalmen, el premio al mejor cortometraje o documental nórdico.
También ganó el premio al mejor documental de cortometraje o mediano en The Norwegian Documentary Film Festival Firefly, mejor mediometraje en Nordic / Docs, Die Grosse Klappe en Doxs! y el de . Se mostró en la televisión NRK en marzo de ese año, y provocó un debate sobre la difícil situación de los euro-huérfanos, menores abandonados solos o con parientes ancianos debido al mercado europeo de mano de obra migrante; también se mostró en Yle en Finlandia.

### Maiko´s Dance(2015)
Drivenes también ha dirigido el documental Maiko's Dance ( Maiko: Dancing Child ) en 2015 que es el primer largometraje documental de Drivenes. La película captura a la bailarina Maiko Nishino en el Ballet Nacional de Oslo, que se encuentra en un punto de inflexión. Luchando por mantenerse en la cima de su carrera y queriendo ser madre al mismo tiempo. Drivenes la siguió durante cuatro años. La película se estrenó en el Festival de Cine de Los Ángeles y tuvo su estreno en Noruega en el Festival Internacional de Cine de Bergen Posteriormente se mostró en la televisión NRK. La productora de Drivenes, Sent & Usent, lanzó otros dos documentales de danza el mismo año.

## Premios y reconocimientos[25]
En 2015 con Jeg er Kuba (2014) (Soy Kuba) ganó:
- La Tromsø Palm al mejor documental en el Festival Internacional de Cine de Tromsø.
- El premio al Mejor cortometraje / medio documental en The Norwegian Documentary Film Festival Firefly.
- El Premio de Periodista Alemán - Polaco Tadeusz-Mazowiecki.
- El premio al Mejor documental de longitud media en Nordic / Docs.
- El premio Doxs Grosse Klappe.